# ОМЕКА
Omeka — це вільне програмне забезпечення на основі системи керування вмістом з відкритим кодом для онлайнових електронних колекцій. Omeka як вебзастосунок дозволяє публікувати, експонувати цифрові об'єкти культурної спадщини, а також розширювати їх функціональність за допомогою тем та плагінів. Omeka, у порівнянні з традиційним програмним забезпеченням для інституційних репозитаріїв таких як DSpace та Fedora, це легке рішення, яке фокусується на відображенні вмісту та використовує стандарт метаданих Дублінського ядра.  
На сьогодні це програмне забезпечення використовується у Нью-Йоркській публічній бібліотеці, Бібліотеці Ньюбері, а також у багатьох маленьких музеях та історичних товариствах. Школа журналістики в Міссурі використовує Omeka для того, щоб поширити свой архів фотографій, який складається з 38 000 зображень щорічного Міжнародного конкурсу фотожурналістики.
Omeka було розроблено Центром історії та нових медіа Роя Розенцвейга при Університеті Джорджа Мейсона. Це програмне забезпечення використовується для навчання кураторів та було удостоєне нагороди технологічної співпраці Фондом Ендрю Меллон.